# Dieudonné-Pascal Pieltain
Dieudonné-Pascal Pieltain, genannt der Ältere, (* 4. März 1754 in Lüttich; † 10. Dezember 1833 ebenda) war ein belgischer Komponist und Violinist.

## Leben
Pieltain erhielt seine Ausbildung an der Chorschule des Kollegiatstifts Saint-Pierre in Lüttich. Anschließend verließ er seine Vaterstadt, um sich in Italien weiterzubilden, unter anderem bei Giovanni Giornovichi. Schließlich lebte er in Paris, um dort 1773 im Orchester der Concert Spirituel aufgenommen zu werden. Hier trat er sowohl als Violinsolist, als auch mit eigenen Kompositionen auf. Ab 1782 hielt sich Pieltain in London auf, wo er etwa ein Jahrzehnt wirkte. In London spielte er als Solist in den Vauxhall Gardens, dem Drury Lane Theater oder mit dem Orchester des Lord Albington. Zwischenzeitlich trat er immer wieder in Frankreichs Hauptstadt in Erscheinung, dort ließ er die meisten seiner Werke im Verlag des Jean-Georges Sieber drucken. In London heiratete er die Opernsängerin Marie Chanu, die 1794 verstarb und ihm eine Tochter hinterließ. Nach ihrem Tod unternahm er Reisen durch Zentraleuropa, zuerst durch Deutschland, Polen und später auch Russland. 
1801 kehrte Pieltain nach Lüttich zurück. Dort unterrichtete er den Violinisten Auguste Rouma (1802–1874), dem er seine gesamte Manuskriptsammlung vermachte. Diese Sammlung von mehr als 2500 Dokumenten, darunter zahlreiche im RISM nicht gelistete Werke Pieltains, konnte 2015 von der Bibliothek des Brüsseler Konservatoriums erworben werden.
Ein Bruder, Jacques-Joseph-Toussaint Pieltain (* 1757), war ein Schüler von Giovanni Punto und Carl Stamitz.

## Werke
- Etwa 30 Violinkonzerte (davon 12 gedruckt)
- Etwa 160 Streichquartette und „Quatuors Concertants“
- Einige „Airs variés“ für zwei Violinen
- 6 Duos concertants für 2 Violinen

Zahlreiche gedruckte Werke, Violinkonzerte und Quartett und ein Los ungesichteter Manuskripte, befinden sich in der Bibliothek des Lütticher Konservatoriums.

## Wirkung
Pieltains kompositorisches Werk orientiert sich an seinen zeitgenössischen Musikerkollegen. Die meisten Werke lehnen sich an Arbeiten der in Paris wirkenden Stamitz Brüder an, sein Melodienreichtum deutet auf die Werke von Giovanni Battista Viotti und Charles de Bériot hin. Seine Quartette erinnern an die Vorbilder von Joseph Haydn und haben gelegentlich frühromantische Züge. Mit seinem technischen Können war er auf dem Höhepunkt seiner Zeit und er nimmt eine nicht zu unterschätzende Rolle bei der Entstehung der später weltbekannten „Lütticher Violinschule“ ein.